# Тиларан (кантон)
Тиларан (исп. Tilarán) — кантон в провинции Гуанакасте Коста-Рики.

## География
Находится на востоке провинции. На юге и востоке и северо-востоке граничит с провинцией Алахуэла, на юге с провинцией Пунтаренас. В северо-восточной части провинции находится самое большое озеро Коста-Рики Ареналь. Административный центр — Тиларан.

## Округа
Кантон разделён на 7 округов:
1. Тиларан
2. Кебрада-Гранде
3. Тронадора
4. Санта-Роса
5. Либано
6. Тьеррас-Моренас
7. Ареналь